# Paper Girls
Paper Girls – amerykańska seria komiksowa autorstwa Briana K. Vaughana (scenariusz) i Cliffa Chianga (rysunki), wydawana w formie miesięcznika przez Image Comics od października 2015 do lipca 2019. W Polsce ukazała się w całości w formie tomów zbiorczych nakładem wydawnictwa Non Stop Comics w latach 2017–2019. 

## Fabuła
Utrzymana w konwencjach science fiction i dreszczowca seria Paper Girls (po angielsku dosłownie: „roznosicielki gazet”) opowiada historię czterech 12-letnich dziewcząt – Erin, MacKenzie, KJ i Tiffany – z fikcyjnego przedmieścia Stony Stream w Cleveland. Dorabiają do kieszonkowego, rozwożąc gazety. W pewien poranek poprzedzający Halloween są świadkami inwazji tajemniczej siły z przyszłości.

## Tomy zbiorcze
| Tytuł i rok wydania polskiego | Tytuł i rok wydania oryginalnego | Zawartość                 |
| ----------------------------- | -------------------------------- | ------------------------- |
| Paper Girls tom 1 (2017)      | Paper Girls volume 1 (2016)      | Paper Girls zeszyty 1–5   |
| Paper Girls tom 2 (2018)      | Paper Girls volume 2 (2016)      | Paper Girls zeszyty 6–10  |
| Paper Girls tom 3 (2018)      | Paper Girls volume 3 (2017)      | Paper Girls zeszyty 11–15 |
| Paper Girls tom 4 (2018)      | Paper Girls volume 4 (2018)      | Paper Girls zeszyty 16–20 |
| Paper Girls tom 5 (2019)      | Paper Girls volume 5 (2018)      | Paper Girls zeszyty 21–25 |
| Paper Girls tom 6 (2019)      | Paper Girls volume 6 (2019)      | Paper Girls zeszyty 26–30 |

## Nagrody
Seria Paper Girls otrzymała Nagrody Eisnera w 2016 roku w kategoriach: „najlepsza nowa seria” i „najlepszy rysownik” (dla Cliffa Chianga), a w 2017 roku w kategorii „najlepszy kolorysta” (dla Matta Wilsona).